# کلیولند (آرکانزاس)
کلیولند (به انگلیسی: Cleveland) یک منطقهٔ مسکونی در ایالات متحده آمریکا است که در شهرستان کانوی، آرکانزاس واقع شده‌است. کلیولند ۲۲۱٫۹ متر بالاتر از سطح دریا واقع شده‌است.